# Didier Quentin

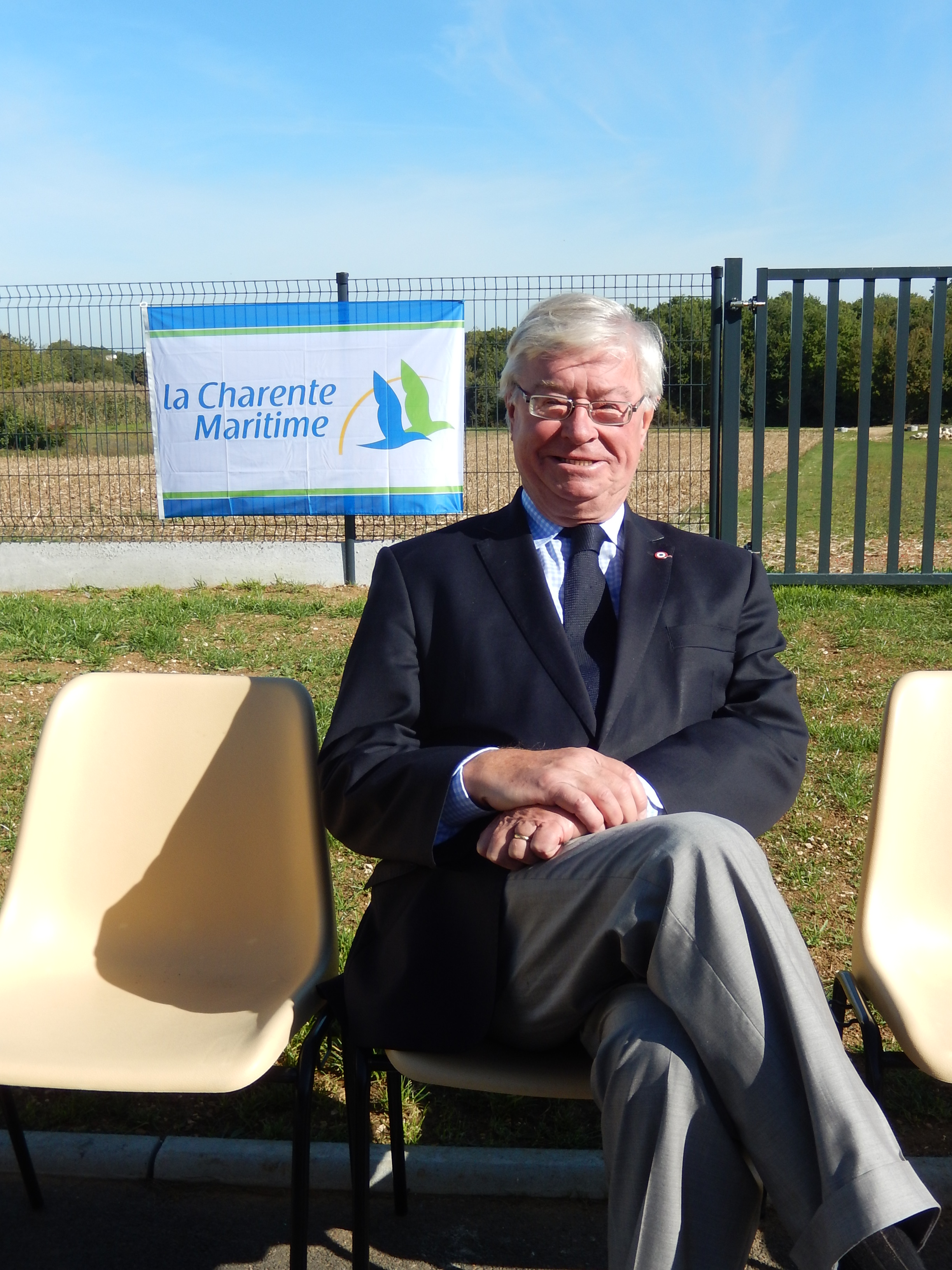
Didier Quentin am 7. Oktober 2017 in Plassay.

Didier Quentin (* 23. Dezember 1946 in Royan, Département Charente-Maritime) ist ein französischer Politiker (RPR, UMP, LR). Er war von 1997 bis 2022 Abgeordneter der Nationalversammlung.

## Leben und Karriere
Quentin besuchte in Royan die Schule und studierte in Bordeaux und Paris Human- und Politikwissenschaften sowie Jura. Danach besuchte er die École nationale d’administration, die er 1974 abschloss. Nach Abschluss des Studiums arbeitete er als Diplomat.
Zuerst war er in der Vertretung Frankreichs in New York bei den Vereinten Nationen tätig. In den USA war er zudem Generalkonsular in Houston. Später war er Pressesprecher des französischen Außenministeriums und arbeitete als Berater für verschiedene Minister. Bis 1995 war er diplomatischer Berater von Jacques Chirac, der im selben Jahr zum Präsidenten gewählt wurde.
Neben seiner diplomatischen Tätigkeit war Quentin ab 1989 Mitglied des Gemeinderats von Royan und zog 1992 in den Regionalrat der Region Poitou-Charentes ein.
Am 1. Januar 1997 wurde er zum Ritter der Ehrenlegion ernannt. Bei den Parlamentswahlen im selben Jahr wurde er im fünften Wahlkreis des Départements Charente-Maritime in die Nationalversammlung gewählt. 2002, 2007, 2012 und 2017 wurde er wiedergewählt. Dazu ist er seit 2008 Bürgermeister von Royan.
2008 wurde ihm der japanische mehrfarbige Orden der Aufgehenden Sonne am Band verliehen.
Siehe auch: Liste der Mitglieder der Nationalversammlung der 15. Wahlperiode (Frankreich), Liste der Mitglieder der Nationalversammlung der 14. Wahlperiode (Frankreich), Liste der Mitglieder der Nationalversammlung der 13. Wahlperiode (Frankreich) und Liste der Mitglieder der Nationalversammlung der 12. Wahlperiode (Frankreich)